# Râul Stairul Mic
Râul Stairul Mic este un afluent al râului Chiuva.

## Bazin hidrografic
Râul Chirui aparține bazinului hidrografic al râului Olt.

## Hărți
- Harta județului Harghita
- Harta Munții Harghita  Arhivat în 20 iulie 2008, la Wayback Machine.